# روجر بيك
روجر بيك (بالألمانية: Roger Beck)‏ هو لاعب كرة قدم ليختنشتاني، ولد في 3 أغسطس 1983 في شان في ليختنشتاين. شارك مع منتخب ليختنشتاين لكرة القدم. أما مع النوادي، فقد لعب مع FC Schaan ‏.

## وصلات خارجية
- روجر بيك على موقع الاتحاد الدولي (مؤرشف)  (الإنجليزية)
- روجر بيك على موقع الاتحاد الأوربي (الإنجليزية)
- روجر بيك على موقع قاعدة بيانات كرة القدم.إي يو (الإنجليزية)
- روجر بيك على موقع ناشيونال فوتبول تيمز (الإنجليزية)
- روجر بيك على موقع عالم كرة القدم.نت (الإنجليزية)